# Lloydia oxycarpa
Lloydia oxycarpa är en liljeväxtart som beskrevs av Adrien René Franchet. Lloydia oxycarpa ingår i släktet Lloydia och familjen liljeväxter. Inga underarter finns listade.